# HD195464
HD195464 — хімічно пекулярна зоря спектрального класу
A0 й має видиму зоряну величину в смузі V приблизно  8,7.

## Пекулярний хімічний склад
Зоряна атмосфера HD195464 має підвищений вміст 
Si
.